# Andrew George (politikus)
Ez a szócikk a brit politikusról szól. Anguilla kormányzójáért lásd Andrew George (kormányzó).
Andrew Henry George (1958. december 2.) brit politikus. St. Ives választókerület liberális demokrata képviselője.

## Fiatalkora
Andrew George Mullionban, a Lizardhoz közel született. Nyolc gyermeke volt szüleinek, kertész apjának és énektanár anyjának. Helyben a helstoni iskolába járt, majd a Sussexi Egyetemen folytatta tanulmányait, ahol 1980-ban kulturális tudományok és a kommunikáció területén kapott főiskolai oklevelet. Tanulmányait az Oxfordi Egyetemen fejezte be, ahol 1981-ben mezőgazdaságtanból szerzett egyetemi diplomát.
1981-től Nottenghamshire-ben a helyi önkormányzat vidékkel foglalkozó tanácsának volt hivatalnoka, majd 1985-ig a Cornwalli Vidéki Tanács vezetőhelyettese volt. Az 1992-es általános választásokig töltött be ott tisztséget. Ekkor St. Ives választókerületében indult a választáson, ahol 1645 szavazattal a konzervatív David Harris mögött a második helyet szerezte meg. Harris az 1997-es választásokon is indult, de ekkor George szerezte meg a helyet 7.170 szavazatos előnnyel, és azóta ő a terület küldötte. Szűzbeszédét 1997. május 22-én mondta el.

## A parlamentben
A közrendiek házában 1997-ben Paddy Ashdown őt nevezte ki a Földművelési, Halászati és Élelmezési Minisztérium szóvivőjévé, majd 1999-től a Charles Kennedy vezette szociális biztonságért felelős részleg szóvivője lett. A 2001-es választásokat követően a liberális demokraták elnökének, Kennedynek a parlamenti közvetítője lett. A liberális demokraták 2002-es árnyékkormányának a vidékkel kapcsolatos ügyek valamint az élelmiszerellátás biztonságáért felelős árnyékminisztere lett. A 2005-ös választások óta ő a nemzetközi fejlesztésekért felelős árnyékminiszter.
1997 júliusában Andrew George fel akart tenni egy kérdést a brit parlamentben a Cornwalli Hercegséggel kapcsolatban, azonban egy határozat ebben megakadályozta, amely kimondta, hogy megtiltott minden, a Hercegséghez kapcsolódó kérés feltételét az ország parlamentjében.
2005. május 22-én ő volt a parlament első képviselője, aki esküjét II. Erzsébet előtt korni nyelven tette le. Mielőtt a liberális demokratákhoz csatlakozott, előtte a Mebyon Kernow tagja volt, és a Korni Alkotmányos Nemzetgyűlés egyik tagja volt. Ez a testület egy korni nemzetgyűlés felállítását követelte. Jill Elizabeth Marshallt, ápolónőt 1987-ben vette el, és egy fiuk (Davy) és egy lányuk (Morvah, sz. 1987) született. Hayle-ben élnek.
2007-ben Andrew George-ot és a négy másik liberális demokrata képviselőt kritizálták, mivel nem támogatják a helyieket, és nem támogatják Cornwallnak nagyobb önállóságot biztosító szintre emelését. A kerületi tanácsok által készíttetett közvélemény-kutatás azt mutatja, hogy a lakosság 80%-a ellenzi az önállósodási törekvést.
2007. október 29-én Andrew George egy sajtóközleményt bocsátott ki, mely a következőt tartalmazta: "Az, hogy a kormány a Regionális Decentralizálási Programot éppen a kívánatostól teljesen eltérő irányba fejleszti, az még nem jelenti azt, hogy az egész programot ki kéne dobni. Ha Skócia a decentralizációból jól jön ki, akkor Cornwallnak tanulnia kell ebből, és egyre határozottabban kell sürgetni egy Korni Tanács felállítását."

## Publikációi
- The Natives are Revolting Down in the Cornwall Theme Park by Andrew George, 1986
- Cornwall at the Crossroads by Bernard Deacon, Andrew George et al, 1989 CoSERG, Redruth ISBN 0-9513918-0-1
- A Vision of Cornwall by Andrew George, 1995
- A View from the Bottom Left-Hand Corner by Andrew George, 2002, Patten Press, Penzance ISBN 1-872229-40-9